# 失われた楽園 -ハリウッド・バビロン-
ミュージカル『失われた楽園』-ハリウッド・バビロン-（うしなわれたらくえん ハリウッド・バビロン）は宝塚歌劇団のミュージカル作品。17場。
花組公演。併演作品は『サザンクロス・レビュー』。

## 公演期間と公演場所
- 1997年2月14日 - 3月24日（新人公演：3月4日）　宝塚大劇場
- 1997年6月4日 - 6月30日（新人公演：6月10日）　東京宝塚劇場

## スタッフ
※氏名の前に「宝塚」、「東京」の文字がなければ両公演共通。
- 作・演出 - 小池修一郎
- 作曲・編曲 - 吉田優子、甲斐正人
- 音楽指揮 - 宝塚：岡田良機、東京：清川知己
- 振付 - 羽山紀代美、尚すみれ
- 装置 - 大橋泰弘
- 衣装 - 有村淳
- 照明 - 勝柴次朗
- 音響 - 加門清邦
- 小道具 - 伊集院撤也
- 効果 - 中屋民生
- 歌唱指導 - 楊叔美
- 演出助手 - 荻田浩一、大野拓史
- 振付助手 - 若央りさ
- 装置補 - 新宮有紀、広森守
- 舞台進行 - 表原渉
- 舞台監督 - 東京：佐田民夫、東京：伏見悦男、東京：斉藤安彦、東京：柴田尚（ドラマーではない）、東京：沖恵
- 製作担当 - 東京：吉良正明
- 制作 - 久保孝満
- 演奏 - 宝塚管弦楽団
- 演出担当（新人公演) - 荻田浩一

## 特別出演（宝塚公演）
- 岸香織（専科所属）

## 主な配役
本公演
- アーサー・コクラン - 真矢みき
- リア・モンテス - 千ほさち
- エリオット・ウォーカー - 愛華みれ
- レスリー・シュワルツ - 香寿たつき
- マーガレット・ロス - 美月亜優
- ヘレン・ウッド - 詩乃優花
- マックス・ジョンソン - 海峡ひろき
- ポーラ・ダニエルス - 渚あき

新人公演
- アーサー - 春野寿美礼
- リア - 舞風りら
- エリオット - 朝海ひかる
- レスリー - 瀬奈じゅん
- マーガレット - 鈴懸三由岐
- ヘレン - 大鳥れい
- マックス - 霧矢大夢
- ポーラ - 沢樹くるみ